# Glencoe, South Australia
Glencoe är en ort i Australien. Den ligger i kommunen Wattle Range och delstaten South Australia, omkring 360 kilometer sydost om delstatshuvudstaden Adelaide. Antalet invånare är 755.
Runt Glencoe är det mycket glesbefolkat, med 5 invånare per kvadratkilometer.. Närmaste större samhälle är Compton, nära Glencoe. 
I omgivningarna runt Glencoe växer i huvudsak städsegrön lövskog. Genomsnittlig årsnederbörd är 896 millimeter. Den regnigaste månaden är juni, med i genomsnitt 151 mm nederbörd, och den torraste är februari, med 15 mm nederbörd.